# Sonnberg im Mühlkreis
Sonnberg im Mühlkreis – gmina w Austrii, w kraju związkowym Górna Austria, w powiecie Urfahr-Umgebung. Liczy 919 mieszkańców (1 stycznia 2015).